# Dafnoula
Dafnoula  este un oraș în Grecia în prefectura Elida.